# Sonegaon (Nipani)
Sonegaon (Nipani) is een census town in het district Nagpur van de Indiase staat Maharashtra. 

## Demografie
Volgens de Indiase volkstelling van 2001 wonen er 11804 mensen in Sonegaon (Nipani), waarvan 53% mannelijk en 47% vrouwelijk is. De plaats heeft een alfabetiseringsgraad van 82%. 